# بهره هوشی و ثروت ملت‌ها

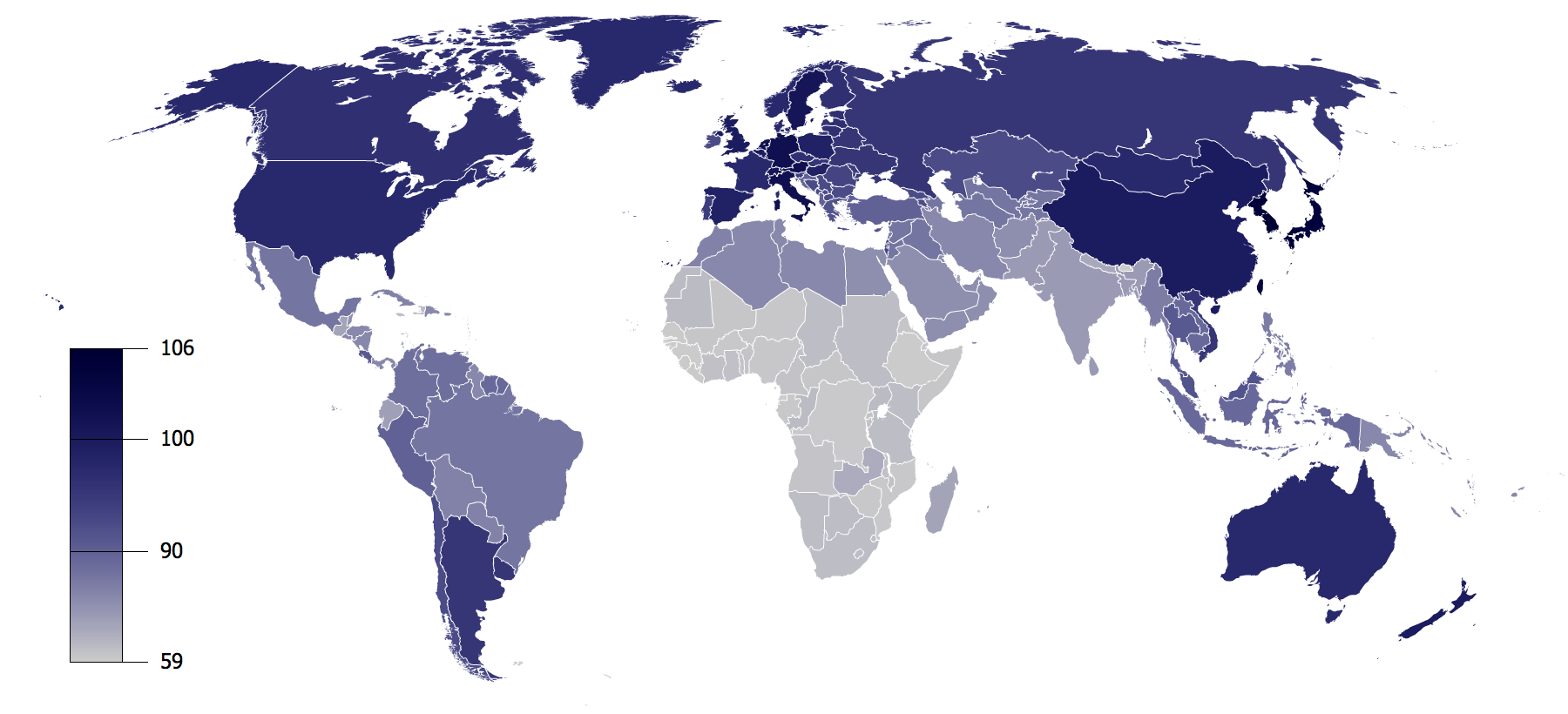
هوش‌بهر بر پایه کشور (۲۰۰۹)

بهرهٔ هوشی و ثروت ملت‌ها (به انگلیسی: IQ and the Wealth of Nations) کتابی نوشتهٔ ریچارد لین و تاتو وانهانن است که در سال ۲۰۰۲ میلادی چاپ گردید. به ادعای نویسندگان این کتاب درآمد سرانه کشورها با میانگین هوش آن‌ها رابطه مثبت دارد به گونه‌ای که هرچه مردم یک کشور باهوش‌تر باشند میانگین درآمد و ثروت آن‌ها بالاتر است.

## اطلاعات در جدول
| 1  | هنگ کنگ             | ۱۰۷ | ۲۹ | روسیه     | ۹۶ | ۵۶ | فیجی          | ۸۴ |
| ۱  | کرهٔ جنوبی           | ۱۰۶ | ۳۰ | اسلواکی   | ۹۶ | ۵۷ | ایران         | ۸۴ |
| ۲  | ژاپن                | ۱۰۵ | ۳۱ | اروگوئه   | ۹۶ | ۵۸ | جزایر مارشال  | ۸۴ |
| ۳  | تایوان              | ۱۰۴ | ۳۲ | پرتغال    | ۹۵ | ۵۹ | پورتوریکو     | ۸۴ |
| ۴  | سنگاپور             | ۱۰۳ | ۳۳ | اسلوونی   | ۹۵ | ۶۰ | مصر           | ۸۳ |
| ۵  | اتریش               | ۱۰۲ | ۳۴ | اسرائیل   | ۹۴ | ۶۱ | هند           | ۸۱ |
| ۶  | آلمان               | ۱۰۲ | ۳۵ | رومانی    | ۹۴ | ۶۲ | اکوادور       | ۸۰ |
| ۷  | ایتالیا             | ۱۰۲ | ۳۶ | بلغارستان | ۹۳ | ۶۳ | گواتمالا      | ۷۹ |
| ۸  | هلند                | ۱۰۲ | ۳۷ | ایرلند    | ۹۳ | ۶۴ | باربادوس      | ۷۸ |
| ۹  | سوئد                | ۱۰۱ | ۳۸ | یونان     | ۹۲ | ۶۵ | نپال          | ۷۸ |
| ۱۲ | سوئیس               | ۱۰۱ | ۳۹ | مالزی     | ۹۲ | ۶۶ | قطر           | ۷۸ |
| ۱۳ | بلژیک               | ۱۰۰ | ۴۶ | اندونزی   | ۹۱ | ۶۷ | زامبیا        | ۷۷ |
| ۱۴ | چین                 | ۱۰۰ | ۴۰ | لیبی      | ۹۱ | ۶۸ | کنگو          | ۷۳ |
| ۱۵ | نیوزیلند            | ۱۰۰ | ۴۱ | پرو       | ۹۰ | ۶۹ | اوگاندا       | ۷۳ |
| ۱۶ | بریتانیا            | ۱۰۰ | ۴۲ | ترکیه     | ۹۰ | ۷۰ | جامائیکا      | ۷۲ |
| ۱۷ | مجارستان            | ۹۹  | ۴۳ | کلمبیا    | ۸۹ | ۷۱ | کنیا          | ۷۲ |
| ۱۸ | لهستان              | ۹۹  | ۴۴ | برزیل     | ۸۷ | ۷۲ | آفریقای جنوبی | ۷۲ |
| ۱۸ | اسپانیا             | ۹۹  | ۴۵ | سورینام   | ۸۹ | ۷۳ | سودان         | ۷۲ |
| ۱۹ | استرالیا            | ۹۸  | ۴۷ | تایلند    | ۸۷ | ۷۴ | تانزانیا      | ۷۲ |
| ۲۰ | دانمارک             | ۹۸  | ۴۸ | عراق      | ۸۷ | ۷۵ | غنا           | ۷۱ |
| ۲۱ | فرانسه              | ۹۸  | ۴۹ | مکزیک     | ۸۷ | ۷۶ | نیجریه        | ۶۷ |
| ۲۲ | مغولستان            | ۹۸  | ۵۰ | ساموآ     | ۸۷ | ۷۷ | گینه          | ۶۶ |
| ۲۳ | ایالات متحده آمریکا | ۹۸  | ۵۱ | تونگا     | ۸۷ | ۷۸ | زیمبابوه      | ۶۶ |
| ۲۴ | کانادا              | ۹۷  | ۵۲ | لبنان     | ۸۶ | ۷۹ | کنگو          | ۶۵ |
| ۲۵ | چک                  | ۹۷  | ۵۳ | فیلیپین   | ۸۶ | ۸۰ | سیرالئون      | ۶۴ |
| ۲۶ | فنلاند              | ۹۷  | ۵۴ | کوبا      | ۸۵ | ۸۱ | اتیوپی        | ۶۳ |
| ۲۸ | آرژانتین            | ۹۶  | ۵۵ | مراکش     | ۸۵ | ۸۲ | گینه استوایی  | ۵۹ |

## نقدها
- ۱۰۴ از ۱۸۵ کشوری که بحث شده‌اند، هیچ مطالعه ای در آنها از نظر بهره هوشی انجام نشده‌است (بیشتر از ۵۶ ٪ داده‌های مطالعه).
- کشورهایی که در آن مطالعه انجام نشده بوده، اطلاعات کشورهای همسایه میانگین گرفته شده‌است؛ مثلاً برای السالوادور، داده‌های گواتمالا و کلمبیا میانگین گرفته شده‌است. در مواردی، حتی از کشورهای همسایه استفاده نشده‌است؛ مثلاً برای قرقیزستان، داده‌های ایران و ترکیه معدل‌گیری شده‌است که هیچ‌یک همسایه قرقیزستان نیستند.
- در ۳۴ کشور تنها یک مطالعه استفاده شده‌است و در ۳۰ کشور تنها دو مطالعه. در واقع تنها ۴۰ کشور از مجموع ۱۸۵ کشور (۲۲ ٪) دارای بیشتر از دو مطالعه هستند. مطالعه هوش در کلمبیا بر روی افراد ۱۶ ساله، مطالعات مصر در بین بچه‌های ۱۳ ۱۲ سال، و گینه در بین ۱۰ تا ۱۴ سال به عنوان میانگین ملی هوش محاسبه شده‌است.

یک بررسی جامعتر در ایران نشان می‌دهد بهره هوشی ایران از مقاله ای که در سال ۱۹۵۷ (۱۳۳۶ شمسی) توسط شخصی به نام «ماکس والنتاین» که استاد دانشگاه شیراز بوده‌است گرفته شده‌است. این شخص هیچ مقاله دیگری راجع به ایران ندارد و هیچ مقاله دیگری راجع به هوش هم ندارد. در این مطالعه، ۶۲۷ نفر از دانشجویان دانشگاه شیراز از جمله دانشجویان دانشکده پزشکی بررسی شده‌اند. جالب اینجاست که هیچ‌یک از افراد شرکت کننده در این آزمون، بهره هوشی بالای ۱۰۰ نداشته‌اند. توضیح این که بهره هوشی ۱۰۰، بهره هوشی متوسط است.
مطالعات جدید در مورد هوش در گروه‌های مختلف ایرانیان در سالهای اخیر انجام شده‌است که این تحقیق از هیچ‌یک از این مقالات استفاده نکرده‌است. این مقالات، همگی در طی ۱۰ سال گذشته، به بررسی موارد زیر پرداخته‌اند:
- در یک تحقیق از ۲۹۷ نفر دانشجو، ۱۷۳ نفر بالای ۱۲۰ و ۹۳ نفر بالای ۱۰۰ و ۳۱ نفر حدود ۱۰۰ بوده‌اند.[۲]
- در یک تحقیق دیگر، ۳۹۷ نفر کودک در مقطع، پنجم ابتدایی بررسی شده‌اند. ۷۷ نفر بالای ۱۰۰. ۲۸۶ نفر حدود ۱۰۰ و ۳۱ نفر زیر ۱۰۰ بوده‌اند.[۳]
- تحقیقی دیگر به بررسی ۱۴۸۶ نفر پرداخته‌است که ۱۵۵ نفر بالای ۱۰۰ و ۱۵۸ نفر زیر ۱۰۰ بوده‌اند.[۴]

در این تحقیقات میانگین هوش، به‌طور متوسط ۱۰۰ بوده به جز زمانی که در دانشجویان دانشگاه بهره هوشی محاسبه گشته که میانگین بالای ۱۰۰ بوده‌است. علاوه بر آن، تعداد نمونه، که نشان دهنده قدرت تحقیق است، در بعضی از این تحقیقات بیشتر از تحقیق قدیمی بوده‌است. سئوالات دیگری که نتیجه‌گیری کتاب را زیر سؤال می‌برد، در مورد تعداد نمونه و قدمت تحقیق است.